# Blues Foundation
Blues Foundation är en stiftelse med syfte att bevara och dokumentera bluesmusiken och dess historia. Den grundades 1980 och har sitt högkvarter i Memphis, Tennessee, USA.
Blues Foundation startade 1980 Blues Hall of Fame, en lista på personer som har bidragit förtjänstfullt till bluesmusiken, genom att ha framfört, spelat in eller dokumenterat musiken.